# مانو دیبانگو
امانوئل ان‌جوکی دیبانگو (انگلیسی: Emmanuel N'Djoké Dibango؛ ۱۲ دسامبر ۱۹۳۳ – ۲۴ مارس ۲۰۲۰) معروف به مانو دیبانگو (Manu Dibango) یک نوازنده و ترانه‌سرا اهل کامرون بود که ساکسیفون و زیلوفون می‌نواخت. او سبک موسیقی جاز، فانک و موسیقی سنتی کامرون را توسعه داد. او بیشتر به خاطر تک آهنگ «سول ماکوسا» (Soul Makossa) در سال ۱۹۷۲ شناخته شده بود. ماکوسا یکی از سبک‌های موسیقی پاپ کامرونی با شعار «آنقدر برقص تا از پا دربیایی» است. منو دیبانگو این سبک را با موسیقی جاز ترکیب کرد که به بخشی از موسیقی آفریقا درجهان در دهه ۷۰ تبدیل شد. وی بین سال‌های ۱۹۶۸ تا ۲۰۲۰ میلادی فعالیت می‌کرد.
دیبانگو در سال ۲۰۰۴ نامزد جایزه یونسکو برای صلح شد. وی اقدام‌هایی برای مقابله با گرسنگی در جهان، آزادی نلسون ماندلا، آزادی بیان و مقابله با گرم شدن آب و هوا انجام داده‌است. او برندهٔ جوایز متعددی همچون لژیون دونور (شوالیه) شد.
این نوازنده برجسته ساکسیفون در سن ۸۶ سالگی بر اثر بیماری کروناویروس ۲۰۱۹ در ۲۴ مارس ۲۰۲۰ در بیمارستانی در پاریس درگذشت.